# Campeonato de Fútbol de Costa Rica 1949
El Campeonato de Fútbol de 1949 fue la edición número 29 de Liga de Fútbol de Costa Rica en disputarse, organizada por la FEDEFUTBOL.
El torneo se disputa por primera vez con 8 participantes gracias al ascenso del Deportivo Saprissa, por un acuerdo federativo, debido a su alto nivel demostrado en la promoción disputada un año antes contra Gimnástica Española.
Alajuelense alcanza su quinto campeonato y La Libertad disputa el descenso contra Uruguay de Coronado, la cual es ganada por los uruguayos, pero se le perdona el descenso a La Libertad.

## Equipos participantes
| Provincia | N.º | Equipos                                                                       |
| --------- | --- | ----------------------------------------------------------------------------- |
| San José  | 5   | La Libertad, Gimnástica Española, Orión, Universidad de Costa Rica y Saprissa |
| Alajuela  | 1   | Alajuelense                                                                   |
| Cartago   | 1   | Cartaginés                                                                    |
| Heredia   | 1   | Herediano                                                                     |

## Formato del torneo
El torneo disputado a dos vueltas. Los equipos debían enfrentarse todos contra todos, el último lugar debería jugar una serie de promoción para evitar el descenso ante el campeón de la Segunda División.

## Tabla de posiciones
| Equipo | Pts | PJ | PG | PE | PP | GF | GC | DG  |
| --- | --- | -- | -- | -- | -- | -- | -- | --- |
| Liga Deportiva Alajuelense | 18  | 14 | 9  | 0  | 5  | 57 | 30 | +27 |
| Orión F.C. | 17  | 14 | 8  | 1  | 5  | 48 | 43 | +5  |
| Club Sport Herediano | 16  | 14 | 8  | 0  | 6  | 40 | 42 | +2  |
| Sociedad Gimnástica Española | 15  | 14 | 6  | 3  | 5  | 35 | 29 | +6  |
| Universidad de Costa Rica | 13  | 14 | 6  | 1  | 7  | 35 | 41 | -6  |
| Club Sport Cartaginés | 12  | 14 | 6  | 0  | 8  | 39 | 49 | -10 |
| Deportivo Saprissa | 11  | 14 | 5  | 1  | 8  | 38 | 42 | -4  |
| Club Sport La Libertad | 10  | 14 | 4  | 2  | 8  | 27 | 43 | -16 |
| Pts – Puntos; PJ – Partidos Jugados; PG - Partidos Ganados; PE - Partidos Empatados; PP - Partidos Perdidos; GF – Goles a Favor; GC – Goles en Contra; DG – Diferencia de Goles |     |    |    |    |    |    |    |     |

|  |                  |
|  | Campeón Nacional |

|  |                                                                        |
|  | Disputa liguilla del no descenso contra el campeón de Segunda División |

| Campeón Liga Deportiva Alajuelense Campeonato #5 |

Planilla del Campeón: Augusto Quesada, Héctor González, Heriberto Molina, Nelson Morera, Francisco Zeledón, José Rojas, Carlos Alvarado, William Cordero, José Retana, Jorge Rojas, Edgar Alvarado, Tomás Alfaro, Mario Riggioni, Rogelio Fernández, Francisco Oconitrillo, José Riggioni.

## Goleador
| Jugador           | Equipo      | Goles |
| ----------------- | ----------- | ----- |
| Francisco Zeledón | Alajuelense | 19    |

## Descenso
| Promoción del no descenso 1949 | Promoción del no descenso 1949     |
| ------------------------------ | ---------------------------------- |
| Descendido a Segunda División  | No hubo (Se perdonó a La Libertad) |
| Ascenso a Primera División     | Uruguay de Coronado                |

## Torneos
| Predecesor: Campeonato 1948 | Liga de Fútbol de Costa Rica Campeonato 1949 | Sucesor: Campeonato 1950 |